# Blur (musikalbum)
Blur är ett musikalbum av den brittiska gruppen Blur, utgivet 10 februari 1997. 
Efter framgångarna med Parklife och The Great Escape valde Blur att göra en skiva utan britpop-stämpel. Damon Albarn sjunger i första person och soundet på skivan är mer introvert än tidigare. Graham Coxon hade haft en långvarigt intresse för amerikansk musik och tog tillfället i akt att visa upp eget material. Låten "You're So Great" skrev Coxon på egen hand, och det sägs att han sjöng texten under ett mixerbord i Blurs studio. 
Singlar från albumet är "Beetlebum", "Song 2", "On Your Own" och "M.O.R.". Den sistnämnda släpptes i en helt nyinspelad version under namnet "M.O.R. (Road Version)". "Beetlebum" gick in på första plats då den släpptes i Storbritannien. Alla fyra blev dessutom hits på Trackslistan.

## Låtlista
Alla sånger av Damon Albarn, Graham Coxon, Alex James och Dave Rowntree, utom "You're So Great", av Coxon.
1. "Beetlebum" - 5:04
2. "Song 2" - 2:01
3. "Country Sad Ballad Man" - 4:50
4. "M.O.R." - 3:27
5. "On Your Own" - 4:26
6. "Theme from Retro" - 3:37
7. "You're So Great" - 3:35
8. "Death of a Party" - 4:33
9. "Chinese Bombs" - 1:24
10. "I'm Just a Killer For Your Love" - 4:11
11. "Look Inside America" - 3:50
12. "Strange News from Another Star" - 4:02
13. "Movin' On" - 3:44
14. "Essex Dogs" - 8:08 (Innehåller den dolda låten "Interlude")